# CNBC歐洲台
CNBC歐洲台（CNBC Europe） 是歐洲的財經新聞台之一。此頻道於1996年3月開播，是CNBC頻道的歐洲分公司，母公司為NBC環球集團。此頻道節目在英國倫敦建立總部及製播中心。

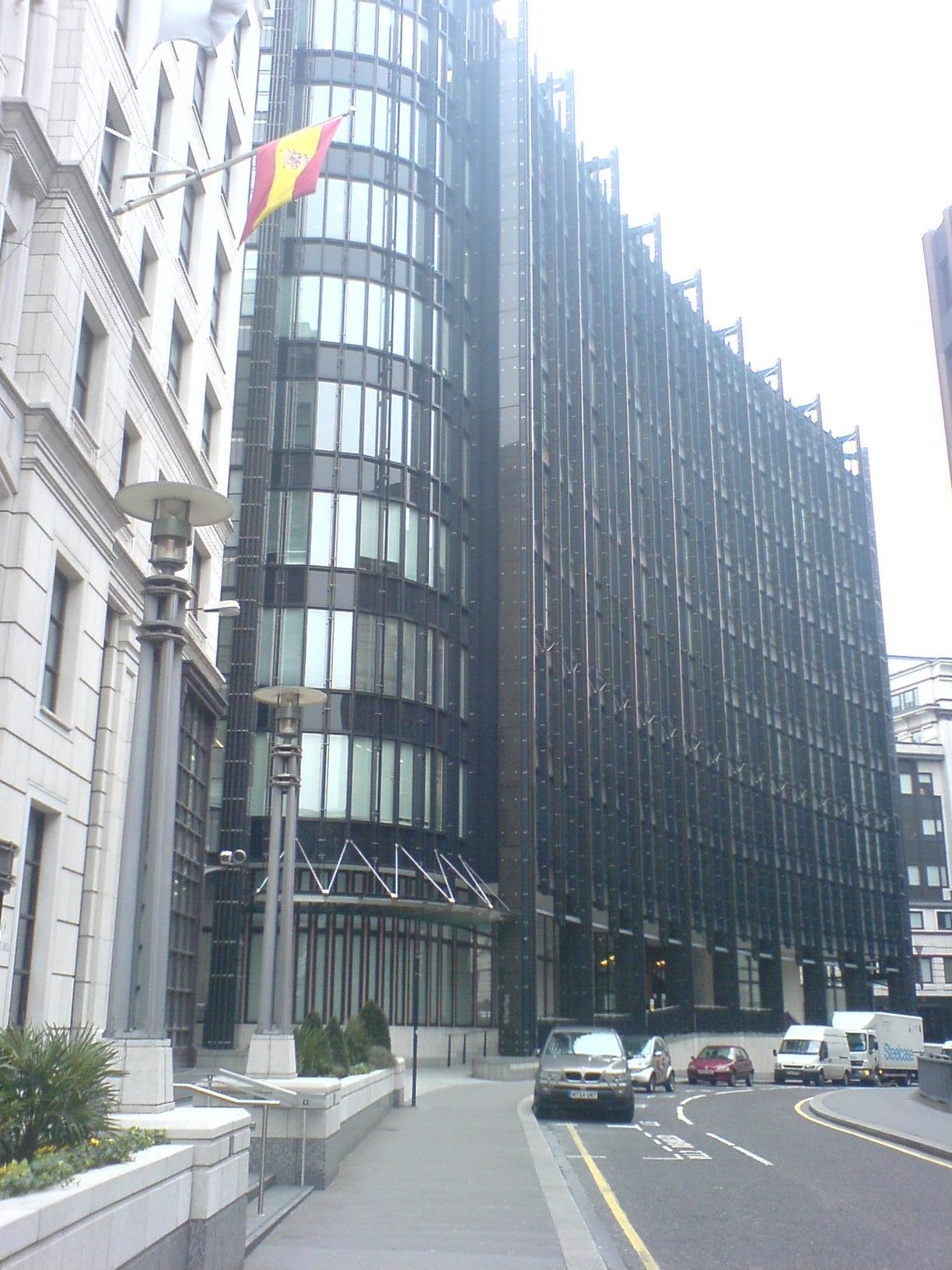
CNBC歐洲台總部

## CNBC歐洲台節目介紹

### 現行播放節目
CNBC歐洲台在開盤日期間由早上六時至下午一時（按照中歐時間計算），下午五時至七時及下午八時至八時三十分在英國倫敦現場直播節目。
一如CNBC美國台一樣，CNBC歐洲台在開盤日期間，螢幕下方都會有跑馬燈提供節目資訊，廣告及歐洲主要股市的交易狀況。指數視窗在電視畫面右下角顯示，提供股市即時價格及商品價格，截至2005年12月16日）。而自2005年12月19日起，由美國台發起的改版，讓CNBC全球三大台都開始改以「天空標」的方式呈現指數
根據2005年EMS調查顯示，CNBC歐洲台是歐洲發展增長率最快的電視台之一，區內超過二億人收看此電視台，使CNBC歐洲台積極發展。